# Nalen

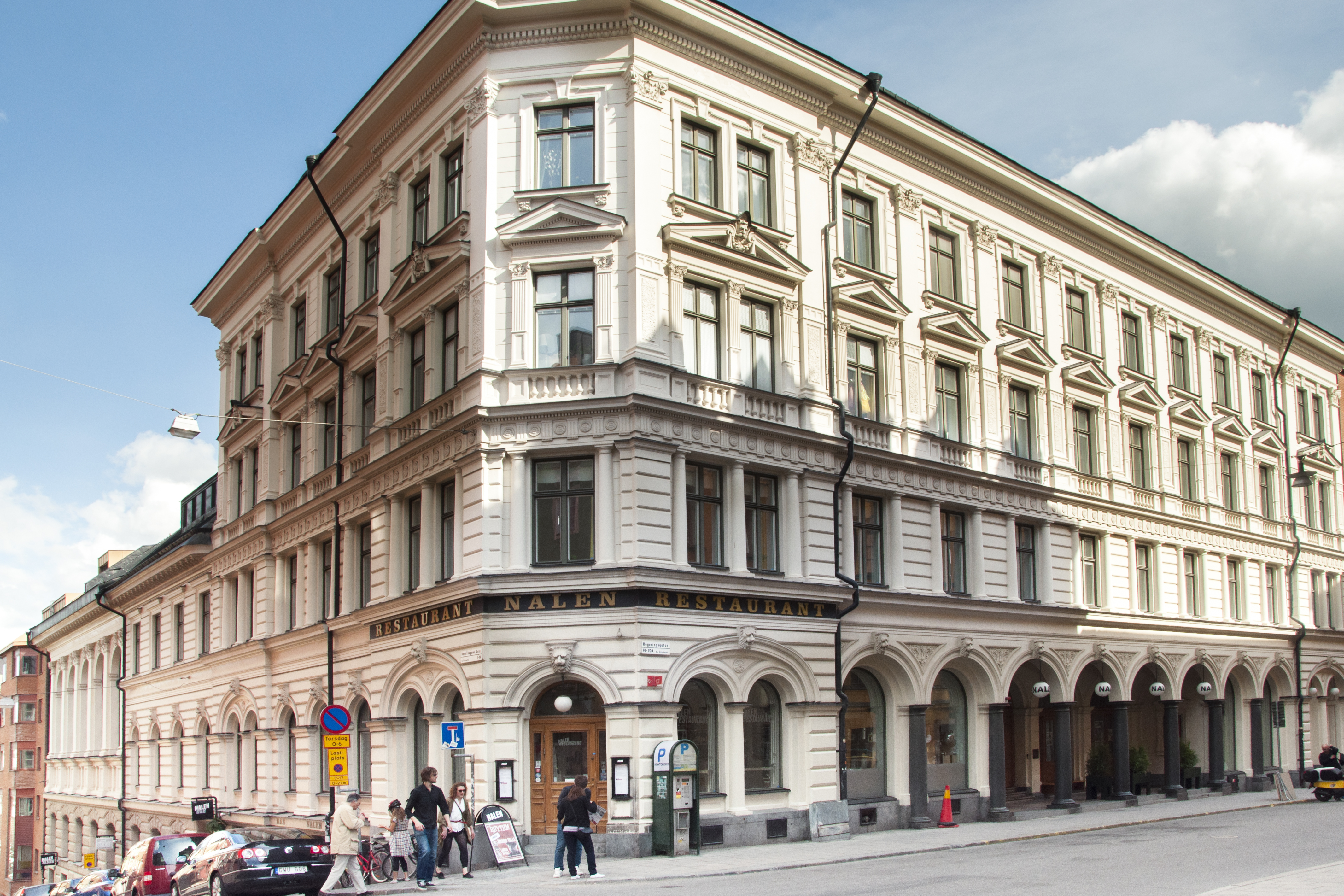
Nalen 2011

Nalen, ursprungligen Nationalpalatset, är ett hus på Regeringsgatan 74 i Stockholm uppfört 1888. I mitten av 1900-talet blev det under Gustaf "Topsy" Lindbloms ledning ett känt och välbesökt nöjesetablissemang, vars rykte sträckte sig långt utanför Sveriges gränser. Nalen blev samtidigt en viktig scen för jazzmusiker under den svenska jazzens guldålder. Alla den tidens större svenska jazzartister torde ha spelat på Nalen åtminstone en gång, liksom flera kända europeiska och amerikanska musiker. Idag är det framförallt en konsertlokal.

## Historik

### Tidig historia
Vid Regeringsgatan i höjd med det pågående bygget av Sankt Johannes kyrka beslutade sig sällskapet Enighet och Vänskap att förlägga sin nya ordensbyggnad som färdigbyggdes 1888. Den tilltagna budgeten om 470 000 kronor medgav uppförandet av väl tilltagna lokaler som trots den stora festsalen hade plats för både sammanträdesrum och lägenheter samt en egen restaurang. Året efter flyttade National Restaurant & Café in i lokalerna, vars namn snart skulle ärvas av byggnaden. Under de första åren användes och uthyrdes lokalerna till olika fester, tävlingar, politiska evenemang och andra jippon.
Restaurangverksamheten hade några goda år under 1910-talet innan dess serveringstillstånd drogs in i slutet av 1916 som ett resultat av nya spritlagstiftningen. Under första halvan av 1920-talet gick serveringen istället under namnet Ceders salonger, vilka frekventerades av diverse bohemer och jazzvurmare. Till de grupper som spelade på Nalen under 1920-talet hörde Gunnar Schelanders orkester, Folke "Göken" Anderssons Paramount-orkester och Allan Hedbergs orkester. Försök under andra halvan av 20-talet att stöpa om stället till en danssalong för ett mer exklusivt klientel misslyckades och inte heller namnbytet år 1931 till det mer exotiska Alcazar ändrade på den saken. Snart återgick man till National, men efterverkningarna av den stora depressionen ledde till betydande ekonomiska problem som 1934 innebar vräkning när hyrorna inte längre kunde betalas.

### Topsy tar över

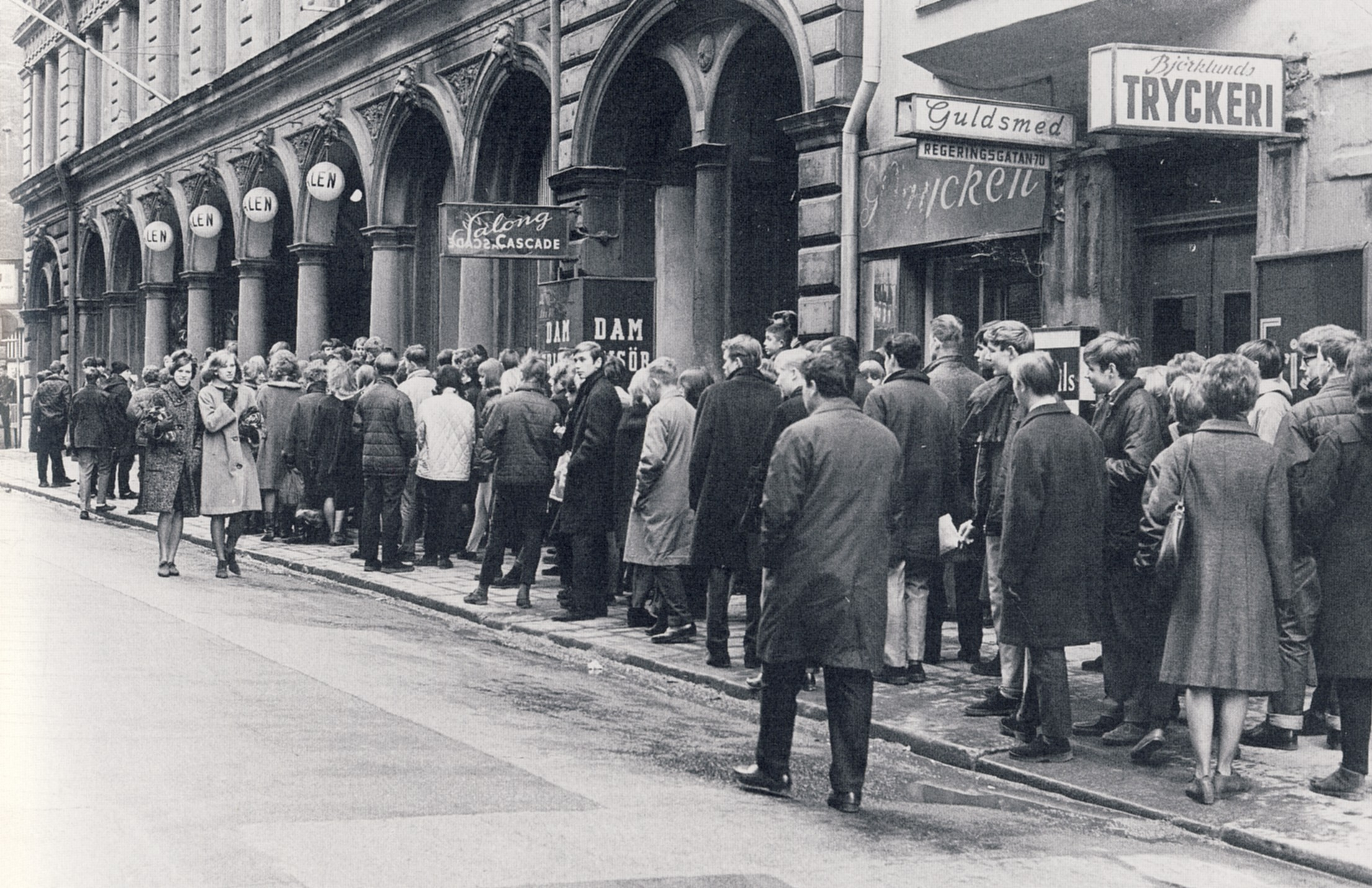
Kö utanför Nalen en torsdag i mars 1964.

Nalen reste sig snart igen, till stor del tack vare Gustaf "Topsy" Lindblom som tog över kontraktet direkt efter vräkningen. Topsy hade själv varit stammis på Nalen under ett tjugotal år. Efter att ha fått värden att gå med på en upprustning av lokalen skrev han på och han satte igång med att omstöpa verksamheten. Swingeran var i full gång och 1935 utnämnde Topsy Seymour Österwall till kapellmästare, en roll vilken han behöll under 13 år framöver. Nalen hade under en längre tid varit känt för bråk och slagsmål. Efter att Topsy anställt flera av sina boxarvänner som vakter blev det lugnare på den fronten. De äldre gästerna i lilla salen som föredrog gammeldans var överrepresenterade bland de kvarvarande bråkmakarna. För att få bukt med problemet hakade Topsy i slutet på 1940-talet på jazzvågen, varefter lilla salen blev ett tillhåll för jazzdiggare och sedermera kallades Harlem. Nalen blev snart Stockholms främsta nöjespalats, där alla de stora artisterna framträdde. Lokalen lockade äldre tonåringar och unga vuxna i stora skaror, men besöktes likväl av vuxna i alla åldrar. Swingepokens nalensnajdare hade Nalen som sitt tillhåll. Utöver nalensnajdare med brylkräm i håret och cigarett i mun fanns här de välklädda och raffiga nalenbrudarna med permanentat hår och sugrör i mun. Nalen var stället där "allting händer och mycket fötter".
Huset är framförallt förknippat med den svenska jazzens gyllene år fram till mitten av 1960-talet, och Nalen blev under 40-50-talen en av Nordens främsta jazzscener. Utöver de fasta ensemblerna i "Nalenbanden" deltog sannolikt de flesta av tidens etablerade svenska jazzmusiker i åtminstone någon spelning på Nalen. Topsy själv hade inget utpräglat musikintresse utan drevs snarare av målsättningen att skapa en vettig samlingsplats för ungdomen och locka folk till stället. Det fanns många andra jazzställen i Stockholm, men de flesta var mindre lokaler och saknade samma tonvikt på dans. Dansades gjordes det dock på Birdland, vilket var en nattscen för jazz som lockade svenska och utländska jazzmusiker. När Nalen stängde portarna klockan två på natten kunde de fest- och danssugna dra vidare till Birdland och fortsätta i flera timmar till. Vid sidan om dansscenerna i stora salen fanns sidorummet "Harlem" som erbjöd en scen för kabaréer, spex, jazzkonserter och föredrag i allehanda ämnen. Vissa nätter kunde jazzmusikerna jamma på Harlemscenen fram till stängningsdags.
Nalens fasta ensembler utgjordes av Nalenbanden som under kvällen avlöste varandra på stora salens scener. Till den mindre Harlemscenen hörde fanns en egen liten grupp som kompade gästande artister. På 1960-talet började danspalatset förlora sin dragningskraft. Populärmusiken var på uppgång och jazzens grepp om publiken försvagades. Topsy Lindbloms son Hasse gjorde lyckade försök att locka tillbaka publiken med fribiljetter, rabatter och billiga gitarrband. 1967 blev Lee Kings sista band att uppträda innan Nalen stängdes. Därefter planerades en rivning av huset, men det fick ändå stå kvar, som Lalla Hansson sjöng i Balladen om Nalen (American Pie med svensk text).[källa behövs] Lokalerna såldes sedan vidare till pingstkyrkan samma år.

### Sent 1900-tal
LP-stiftelsen erbjöds 1968 att hyra Nalen på rivningskontrakt. Invigningstalaren, borgarrådet Hjalmar Mehr, menade att det även i fortsättningen skulle bli livlig verksamhet men av annan art. Tio år senare köptes Nalen av LP-stiftelsen och Erik Edin såg till att Nalen blev en värmestuga för huvudstadens slitna människor (hemlösa), som sedan kunde slussas vidare till behandlingshem och upprättade liv. Stiftelsen renoverade under åren Nalen för 18 miljoner kronor. Två år efter att Edin avgått som föreståndare, 1997, gick stiftelsen i konkurs

### Nystart som nöjeslokal
I november 1998 öppnades Nalen igen som nöjeslokal. Den drivs numera av Sami – Svenska artisters och musikers intresseorganisation.
Idag är Nalen ett hus med konserter, konferenser och en egen restaurang. En stor scen, Stora Salen, används för större konserter, middagar, dans och konferenser. Därtill en mindre lokal, "Pelarsalen" (tidigare kallad Stacken), där Narva Boxningsklubb tidigare låg, samt en mindre scen kallad Nalen Klubb eller Alcazar. I byggnaden finns även en restaurang och fyra mindre mötesrum.

## Bildgalleri

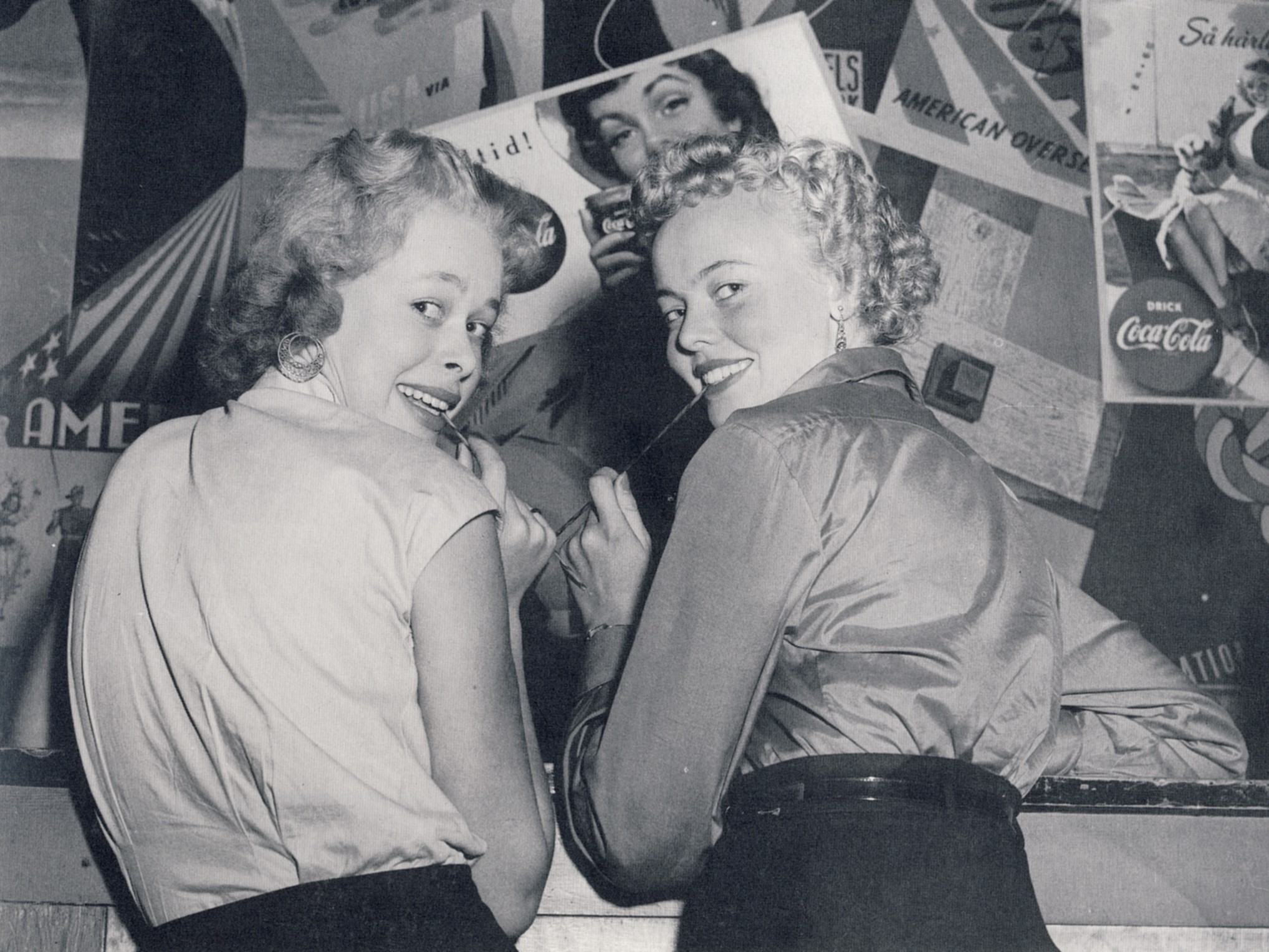
Nalenbrudar modell 1954.
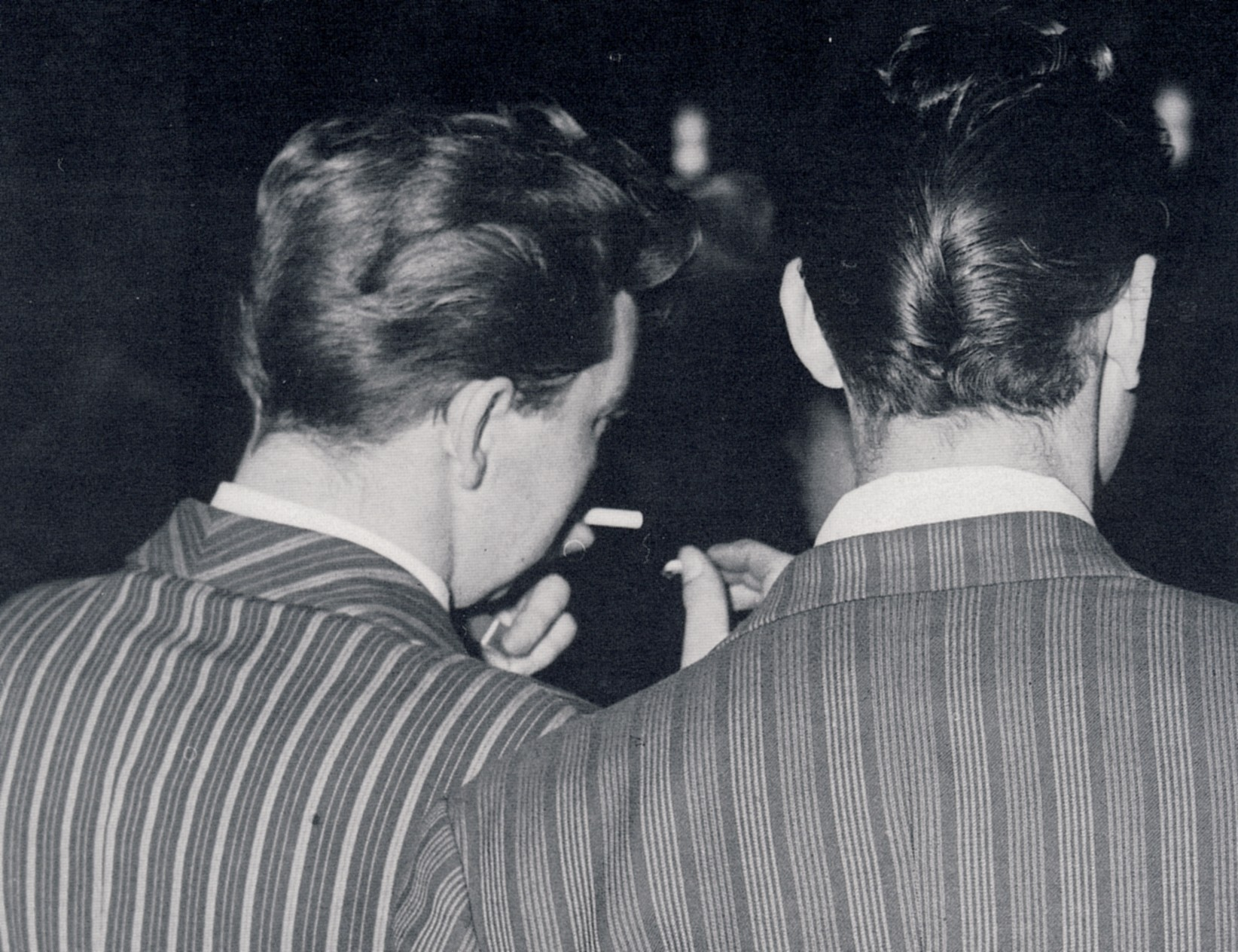
Nalensnajdare modell 1954.
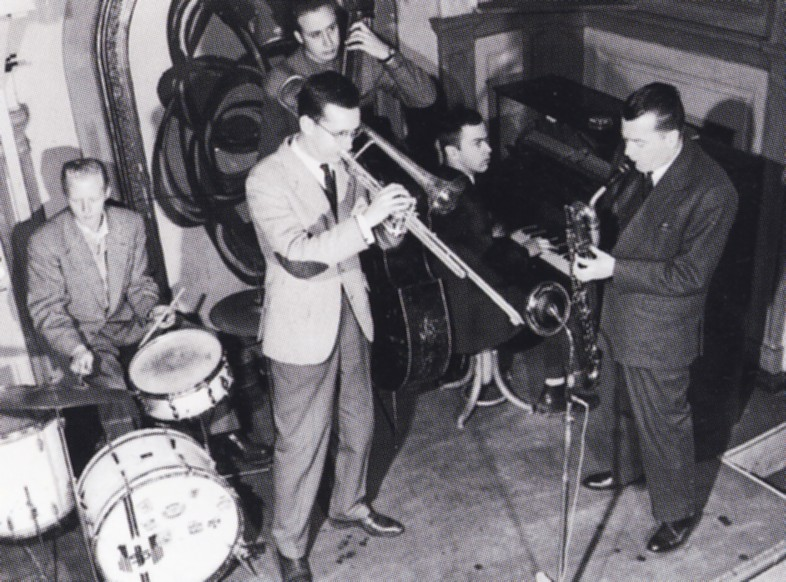
Lars Gullins kvintett 1956.